# Deutsche Chemische Gesellschaft
Die Deutsche Chemische Gesellschaft zu Berlin (DChG) war eine Fachgesellschaft von Chemikern im Deutschen Reich.
Die DChG war 1867 auf Drängen von August Wilhelm von Hofmann in Berlin gegründet worden. Die Gesellschaft verstand sich als berufsständische Organisation und als Bindeglied zwischen universitärer und industrieller Forschung im Deutschen Reich. Ihr Sitz blieb bis zum Ende des Zweiten Weltkriegs Berlin, ab 1900 im spendenfinanzierten Hofmann-Haus in der Sigismundstraße 4. Sie gab als Mitteilungsblatt u. a. die chemische Fachzeitschrift Berichte der Deutschen Chemischen Gesellschaft heraus, die unter wechselnden Namen bis heute fortbesteht.
Zu den Gründungsvätern gehörten A. W. Hofmann, der zum Präsidenten der konstituierenden Sitzung und
in das Komitee gewählt wurde, Adolf von Baeyer, der die Sitzung eröffnet hat, und Heinrich Gustav Magnus, Carl Alexander von Martius, Alexander Mitscherlich, Alphons Oppenheim, Carl Rammelsberg, Isidor Rosenthal,
Carl Scheibler, Ernst Christian Friedrich Schering, Hermann Wilhelm Vogel und Hermann Wichelhaus – allesamt bedeutende Chemiker, ob als Forscher oder Unternehmer.
Da die deutsche chemische Industrie durch die Rolle der I.G. Farben in der Zeit des Nationalsozialismus erheblich kompromittiert worden war, wurde die DChG unter diesem Namen nicht fortgeführt.
Die 1949 in der Westzone gegründete Gesellschaft Deutscher Chemiker (GDCh) versteht sich als Nachfolgeorganisation der DChG und des Vereins Deutscher Chemiker (VDCh).
In der SBZ ging die DChG als Sektion im Kulturbund der DDR auf.

## Präsidenten
| Name                         | Amtszeit    |
| ---------------------------- | ----------- |
| August Wilhelm Hofmann       | 1868 – 1869 |
| Karl Friedrich Rammelsberg   | 1870        |
| Adolf von Baeyer             | 1871        |
| August Wilhelm Hofmann       | 1872 – 1873 |
| Karl Friedrich Rammelsberg   | 1874        |
| August Wilhelm Hofmann       | 1875 – 1876 |
| Friedrich Wöhler             | 1877        |
| August Kekulé                | 1878        |
| August Wilhelm Hofmann       | 1879        |
| Hermann Kopp                 | 1880        |
| Adolf von Baeyer             | 1881        |
| August Wilhelm Hofmann       | 1882 – 1883 |
| Emil Erlenmeyer              | 1884        |
| August Wilhelm Hofmann       | 1885        |
| August Kekulé                | 1886        |
| August Wilhelm Hofmann       | 1887 – 1888 |
| Johannes Wislicenus          | 1889        |
| August Wilhelm Hofmann       | 1890        |
| August Kekulé                | 1891        |
| August Wilhelm Hofmann       | 1892        |
| Adolf von Baeyer             | 1893        |
| Emil Fischer                 | 1894 – 1895 |
| Hans Heinrich Landolt        | 1896        |
| Victor Meyer                 | 1897        |
| Carl Theodor Liebermann      | 1898        |
| Hans Heinrich Landolt        | 1899        |
| Jacob Volhard                | 1900        |
| Jacobus Henricus van ’t Hoff | 1901        |
| Emil Fischer                 | 1902        |
| Adolf von Baeyer             | 1903        |
| Eduard Buchner               | 1904        |
| Jacobus Henricus van ’t Hoff | 1905        |
| Emil Fischer                 | 1906        |
| Carl Gräbe                   | 1907        |
| Walther Nernst               | 1908        |
| Otto Nikolaus Witt           | 1909        |
| Otto Wallach                 | 1910        |
| Carl Theodor Liebermann      | 1911        |
| Wilhelm Will                 | 1912 – 1914 |
| Ludwig Knorr                 | 1915 – 1916 |
| Hermann Wichelhaus           | 1916 – 1918 |
| Theodor Curtius              | 1918 – 1920 |
| Carl Dietrich Harries        | 1920 – 1922 |
| Fritz Haber                  | 1922 – 1924 |
| Richard Willstätter          | 1924 – 1926 |
| Wilhelm Schlenk              | 1924 – 1928 |
| Heinrich Wieland             | 1928 – 1930 |
| Max Bodenstein               | 1930 – 1932 |
| Alfred Wohl                  | 1932 – 1933 |
| Karl Andreas Hofmann         | 1933 – 1936 |
| Alfred Stock                 | 1936 – 1938 |
| Richard Kuhn                 | 1938 – 1945 |
| Franz Arndt (Notvorstand)    | 1949 – 1960 |